# Rocca Pia
Rocca Pia település Olaszországban, Abruzzo régióban, L’Aquila megyében. Lakosainak száma 172 fő (2023. január 1.). Rocca Pia Pettorano sul Gizio, Rivisondoli, Scanno és Pescocostanzo községekkel határos.

## Népesség
A település lakossága az elmúlt években az alábbi módon változott:
| Lakosok száma | 169  | 176  | 172  |
|               | 2017 | 2018 | 2023 |